# Parapallene australiensis
Parapallene australiensis is een zeespin uit de familie Callipallenidae. De soort behoort tot het geslacht Parapallene. Parapallene australiensis werd in 1881 voor het eerst wetenschappelijk beschreven door Hoek. 